# Metazolamida
A metazolamida, vendida sob a marca Neptazane, é um medicamento usado para tratar o aumento da pressão intraocular (PIO), inclusive no glaucoma. É tomado por via oral. Os efeitos começam em 4 horas e duram até 18 horas.
Os efeitos secundários comuns incluem dormência, problemas auditivos, cansaço, náusea, diarreia e sonolência. Outros efeitos secundários podem incluir síndrome de Stevens-Johnson. É um inibidor da anidrase carbónica que diminui a produção de humor aquoso.
A metazolamida foi aprovada para uso médico nos Estados Unidos na década de 1950.